# Абдулазіз Аль-Джанубі
Абдулазіз Аль-Джанубі (араб. عبدالعزيز الجنوبي; нар. 20 липня 1974) — саудівський футболіст, що грав на позиції півзахисника.
Виступав, зокрема, за клуб «Ан-Наср», а також національну збірну Саудівської Аравії.

## Клубна кар'єра
У дорослому футболі дебютував 1997 року виступами за команду клубу «Ан-Наср», в якій провів десять сезонів.
2007 року перейшов до іншого столичного клубу «Судоос», за який відіграв 4 сезони. Завершив професійну кар'єру футболіста виступами за його команду у 2011 році.

## Виступи за збірну
1998 року дебютував в офіційних матчах у складі національної збірної Саудівської Аравії. Протягом кар'єри у національній команді, яка тривала 7 років, провів у формі головної команди країни 19 матчів, забивши 2 голи.
У складі збірної був учасником чемпіонату світу 1998 року у Франції, де залишався резервним гравцем і на поле не виходив.

## Титули і досягнення
- Переможець Кубка арабських націй: 2002
- Переможець Кубка націй Перської затоки: 2003